# Tuinbingelkruid
Tuinbingelkruid (Mercurialis annua) of eenjarig bingelkruid is een eenjarige plant uit de wolfsmelkfamilie (Euphorbiaceae). De soort lijkt erg op bosbingelkruid (Mercurialis perennis). De plant heeft geen melksap. De plant komt onder andere voor in moestuinen, vandaar de naam. Tuinbingelkruid komt van nature voor in het Middellandse Zeegebied en is van daaruit verspreid over West- en Midden-Europa en verder naar Noord-Amerika, Argentinië, Zuid-Afrika en Nieuw-Zeeland.

## Kenmerken
De plant wordt 20-40 cm hoog en heeft een kale, rechtopgaande, vierkantige, bossig vertakte stengel. In tegenstelling tot bosbingelkruid heeft de plant geen uitlopers in de grond. Het lichtgroene, kort gesteelde, kale of licht behaarde, lang-eironde tot lancetvormige blad is  3-8 cm lang en heeft een stomp getande bladrand. De vrouwelijke planten hebben smallere bladeren dan de mannelijke.
De plant bloeit van juni tot in de herfst met onopvallende, groengele bloemen, die drie bloemdekbladen hebben. De planten zijn meestal tweehuizig. Bij de vrouwelijke plant komen de zittende 3-4 mm grote vrouwelijke bloemen meestal in de bladoksels voor, meestal één, maar soms twee of drie per bladoksel. De mannelijke bloemen vormen veelbloemige, aarachtige kluwens en hebben acht tot twaalfmeeldraden. Als de meeldraden rijp zijn, worden de bloemen in hun geheel weggeschoten.
De vrucht is een 3-4 mm brede, tweehokkige kluizige splitvrucht, die minder dicht behaard en kleiner is dan die van het bosbingelkruid.

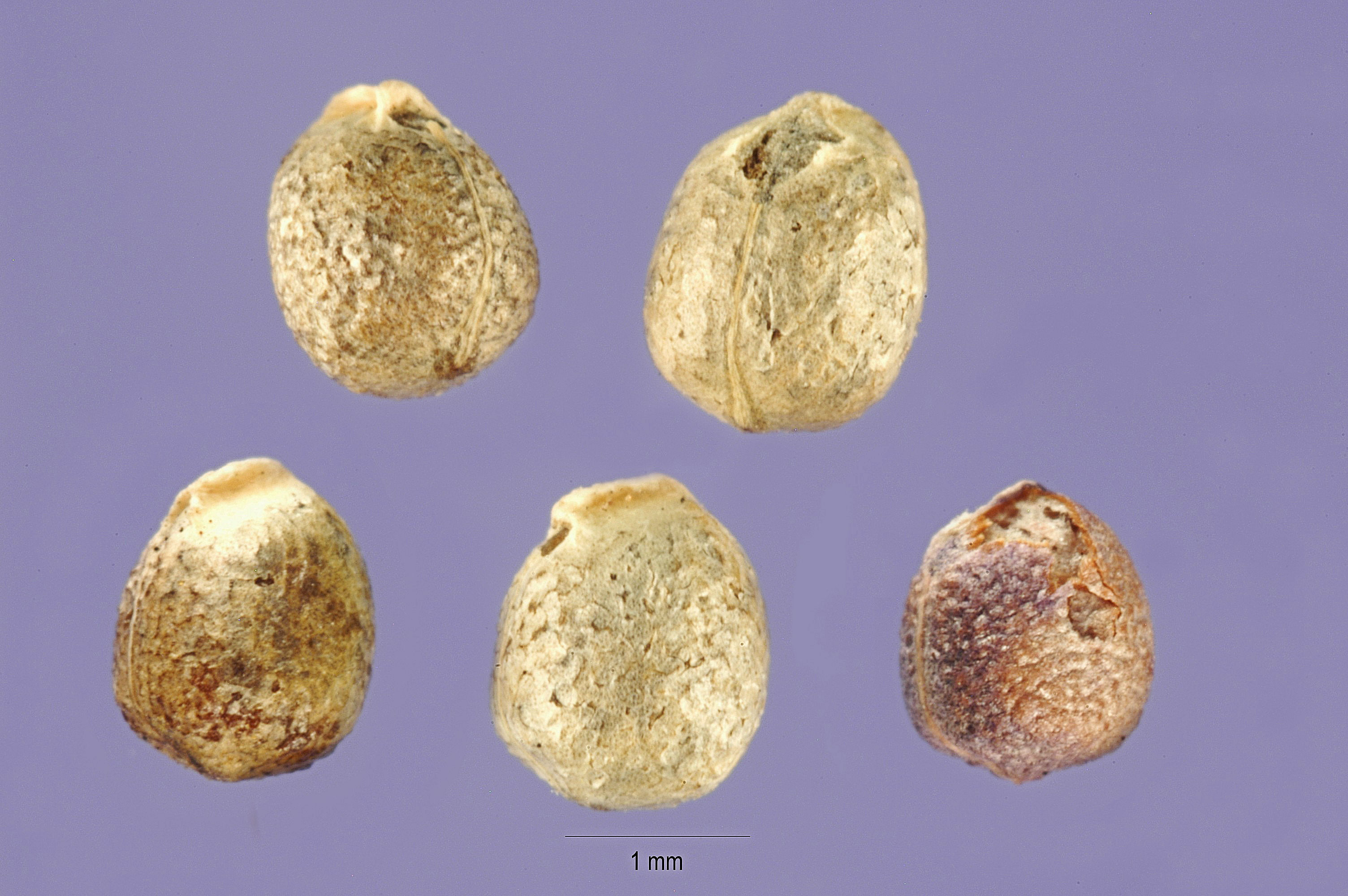
Zaden

Tuinbingelkruid komt voor op vochtige, voedselrijke, kalkhoudende grond.

## Ecologie
Deze plant is waardplant voor de larven van de wolfsmelkpijlstaart (Hyles euphorbiae).

## Onderscheid met bosbingelkruid
In tegenstelling tot bosbingelkruid heeft de plant geen uitlopers in de grond. Bosbingelkruid heeft donkergroen blad, terwijl tuinbingelkruid lichtgroene bladeren heeft. Bij bosbingelkruid staan de vrouwelijke bloemen op een lange steel, terwijl ze bij tuinbingelkruid zittend zijn. De vruchten van tuinbingelkruid zijn minder dicht behaard en kleiner dan die van het bosbingelkruid.

## Giftigheid
Zowel de zaden als de wortels van het tuinbingelkruid zijn giftig. Ze bevatten mercurialine (met saponine werking) en blauwzuurglycosiden. Deze gifstoffen hebben een lokaal bijtende werking op het maag-darmstelsel en vernietigen rode bloedcellen. Vooral het rund en het schaap zijn er gevoelig voor.